# The Time of the Oath Tour
Es la octava gira que realizó la banda de speed metal alemana Helloween. Comenzó el 20 de abril de 1996 y terminó el 5 de octubre de 1996. Se realizó para presentar su séptimo disco que se llama The Time of the Oath. Es con este disco que la banda recorrió varios países, como por ejemplo España, Alemania, Japón y otros más hasta tocar por primera vez en Argentina, con un concierto multitudinario en el estadio Obras junto con Malón y Iron Maiden. Además siguieron recorriendo países del mundo, en una gira que tuvo 62 conciertos a lo largo y a lo ancho del planeta. El país más visitado fue Alemania con 16 shows, seguido de Japón que tuvo 13, y tras esta extensa gira que los llevó por distintas ciudades, la banda se metió a grabar su octavo disco que se llama Better Than Raw.

## Lanzamiento del disco y gira

### 1996
En marzo sale el séptimo disco de la banda, titulado The Time of the Oath, que consta de 12 temas y está dedicado a la memoria de Ingo Schwichtenberg, que se suicidó en 1995 en medio de la grabación del disco. Este se caracteriza por ser el primer disco con Uli Kutsch en la batería tras la muerte del anterior, y el segundo con Andi Deris tras la salida de Michael Kiske. La gira comenzó el 20 de abril con un show en Zaal Struik, y el 21 de abril tocaron en Gemeetehal, de Bélgica. El 22 de abril volvieron a los Países Bajos para ofrecer un recital en Noordeligt, y dos días después dieron un concierto en Kulturbolaget, de regreso a Suecia. El 26 de abril tocaron en Finlandia después de dos años, y el show se desarrolló en Tavastia. El 28 de abril volvieron a Suecia y dieron un recital en Gino. Al día siguiente volvieron otra vez a Noruega, y el show se desarrolló en el Rockefeller Music Hall. El 1 de mayo volvieron a Alemania para tocar en Halle am Fernsehturm, y el 3 de mayo hicieron lo suyo en Huxley's Neue Welt. El 4 de mayo tocaron en Halle Gartlage, y luego hicieron un concierto en Docks. Dos días después hicieron un recital en el Music Hall. El 8 de mayo tocaron en LKA Longhorn, y dos días después en Freiheitshalle. El 11 de mayo hicieron de la partida en Erlebnisbergwerk. El 12 de mayo tocaron en Biskuithalle otra vez. Dos días después tocaron en  Ruhr-Rock-Hallen. El 15 de mayo hacen un recital en Oberpfalzhalle, y luego en Festhalle. El 18 de mayo tocaron en el mismo escenario, pero con sede en otra ciudad. Al día siguiente tocaron en Wappenhalle. Entre el 21 y 25 de mayo hicieron 4 shows en Italia. Las sedes fueron Propaganda, Frontiera, Velodromo y Auditorium Flog. El 27 de mayo, la banda regresa a Suiza para tocar en Z7 Konzertfabrik. Entre el 29 de mayo y el 1 de junio hicieron 4 shows en España, y las sedes fueron la Sala Zeleste, sala La Riviera, el Pabellón Anaitasuna y el Palau de Fires. El 3 de junio volvieron a Francia para dar un show en Élysée Montmartre. 15 días después, la banda tocó en Óbudai-Sziget. El 22 de junio, la banda participa del Nummirock 1996., y el 6 de julio hicieron un concierto en Dinamarca, donde formaron parte del Midtfyns Festival 1996. El 11 de julio, la banda regresa a Alemania para tocar en Sandrennbahn, y el 12 de julio tocaron en Kulturfabrik. Al día siguiente participaron del Bospop Fest 1996 desarrollado en Sportpark Boshoven. Entre el 9 y 14 de agosto, la banda regresó otra vez a España para dar otros 5 conciertos. Los días 16 y 17 de agosto regresaron a Francia otra vez para participar de dos festivales seguidos. El primero fue el Festival de la Foire Aux Vins d'Alsace, y el segundo fue el Free Wheels. Entre el 21 y 25 de agosto dieron 4 shows en Brasil, hasta que el día 31 de agosto debutaron por primera vez en Argentina. La sede elegida para el debut fue el estadio Obras, en donde tocaron junto a Iron Maiden y Malón, estos últimos presentaron en Buenos Aires algunos temas de su segundo disco que se titula Justicia o resistencia. Luego del show en Argentina, la banda realiza 13 shows en Japón entre el 19 de septiembre y el 5 de octubre, dando fin a la gira.

## Conciertos
- 20/04/1996 - Zaal Struik, Heino
- 21/04/1996 - Gemeethal, Vosselaar
- 22/04/1996 - Noordeligt, Tilburgo
- 24/04/1996 - Kulturbolaget, Malmö
- 26/04/1996 - Tavastia, Helsinki
- 28/04/1996 - Gino, Estocolmo
- 29/04/1996 - Rockefeller Music Hall, Oslo
- 01/05/1996 - Halle Am Fernsehturm, Schwerin
- 03/05/1996 - Huxley's Neue Welt, Berlín
- 04/05/1996 - Halle Gartlage, Osnabrück
- 05/05/1996 - Docks, Hamburgo
- 07/05/1996 - Music Hall, Hannover
- 08/05/1996 - LKA Longhorn, Stuttgart
- 10/05/1996 - Freiheitshalle, Hof
- 11/05/1996 - Erlebnisbergwerk, Merkers
- 12/05/1996 - Biskuithalle, Bonn
- 14/05/1996 - Ruhr-Rock-Hallen, Dortmund
- 15/05/1996 - Oberpfaltzhalle, Schwandorf in Bayern
- 17/05/1996 - Festhalle, Tuttlingen
- 18/05/1996 - Festhalle, Lauda-Königshofen
- 19/05/1996 - Wappenhalle, Múnich
- 21/05/1996 - Propaganda, Milán
- 23/05/1996 - Frontiera, Roma
- 24/05/1996 - Velódromo, Cesano Maderno
- 25/05/1996 - Auditorium Flog, Florencia
- 27/05/1996 - Z7 Konzertfabrik, Pratteln
- 29/05/1996 - Sala Zeleste, Barcelona
- 30/05/1996 - Sala La Riviera, Madrid
- 31/05/1996 - Pabellón Anaitasuna, Pamplona
- 01/06/1996 - Palau de Fires, Girona
- 03/06/1996 - Élysée Montmartre, París
- 18/06/1996 - Óbudai Sziget, Budapest
- 22/06/1996 - Nummijärvi, Kauhajoki
- 06/07/1996 - Dryskuepladsen, Ringe
- 11/07/1996 - Sandrennbahn, Altrip
- 12/07/1996 - Kulturfabrik, Krefeld
- 13/07/1996 - Sportpark Boshoven, Eindhoven
- 09/08/1996 - Polideportivo municipal, Los Alcázares
- 10/08/1996 - Recinto ferial de Jerez, Jerez de la Frontera
- 11/08/1996 - Campo de fútbol Miajadas, Cáceres
- 13/08/1996 - Campo de fútbol Villarrobledo, Albacete
- 14/08/1996 - Plaza de toros, Huesca
- 16/08/1996 - Théâtre du Parc des Expositions, Colmar
- 17/08/1996 - Free Wheels Grounds, Cunlhat
- 21/08/1996 - Imperator, Río de Janeiro
- 22/08/1996 - Curitiba Rock Festival, Curitiba
- 24/08/1996 - Estádio do Pacaembú, São Paulo
- 25/08/1996 - Estádio Couto Pereira, Curitiba
- 31/08/1996 - Estadio Obras Sanitarias, Buenos Aires
- 19/09/1996 - Sun Plaza Hall, Sendai
- 20/09/1996 - Niigata Terrasa, Niigata
- 21/09/1996 - Akita-shi Bunka Kaikan, Akita
- 23/09/1996 - Niigata Terrasa, Niigata
- 25/09/1996 - Aichi Kousei Nenkin Kaikan, Nagoya
- 26/09/1996 - Osaka Kousei Nenkin Kaikan, Osaka
- 27/09/1996 - Fukuoka Sunpalace, Fukuoka
- 29/09/1996 - Festival Hall, Osaka
- 30/09/1996 - Kanagawa Kenmin Hall, Yokohama
- 01/10/1996 - Urawa-shi Bunka Center, Urawa
- 03/10/1996 - Akasaka BLITZ, Tokio
- 04/10/1996 - Akasaka BLITZ, Tokio
- 05/10/1996 - Tokyo Bay NK Hall, Urayasu

## Formación durante la gira
- Andi Deris - Voz
- Michael Weikath - Guitarra líder
- Roland Grapow - Guitarra rítmica
- Markus Grosskopf - Bajo
- Uli Kusch - Batería